# Constantin Agiu
Constantin Agiu (n. 5 noiembrie 1891, Cetate, Dolj, România – d. 19 februarie 1961, Gura Humorului, Suceava, România) a fost un demnitar comunist român.

## Biografie
A fost tâmplar de meserie. Membru al PCR, a fost remarcat de Ștefan Foriș și numit instructor de partid pentru Oltenia (1941), iar din iunie 1943 a fost membru al Comitetului Central al P.C.d.R.. Chiar și după 4 aprilie 1944 (când Ștefan Foriș a fost înlăturat din funcția de secretar general), a deținut funcții importante, de exemplu a fost însărcinat cu controlul veniturilor realizate de Comisia Centrală Financiară a P.C.R. sau cu ducerea tratativelor cu reprezentanții P.S.D. pentru realizarea Frontului Unic Muncitoresc.
A îndeplinit funcțiile de subsecretar de stat la Ministerul Agriculturii și Domeniilor (6 martie 1945 - 14 aprilie 1948) în guvernele conduse de Petru Groza și de președinte al Marii Adunări Naționale (11 iunie - 27 decembrie 1948).
În 1956 a fost sancționat cu vot de blam în legătură cu excluderea din partid a generalului Ion Eremia.
În 1958 a fost înlăturat din comitetul de conducere al Asociației foștilor deținuți și deportați politici antifasciști.

## Vezi și
- Lista membrilor Comitetului Central al Partidului Comunist Român